# Macroglossum splendens
Macroglossum splendens är en fjärilsart som beskrevs av Butler 1892. Macroglossum splendens ingår i släktet Macroglossum och familjen svärmare. Inga underarter finns listade i Catalogue of Life.